# Adam Saunders
Adam Saunders, född 6 november 1986, är en australisk skådespelare. Har varit med i serien Blue Water High
Han har även studerat jazz, tap, funk, sång och drama på Brent Street School.[källa behövs]

## Filmografi
- 2000 – The Potato Factory  - Tommo
- 2000 – Water Rats - Miguel Muñoz
- 2002 – All Saints (TV-serie) - Josh Koumanis
- 2005 – Home and Away - Corey Watkins
- 2005, 2006 – Blue Water High - Heath Carroll